# Персо-тюркская война (588—589)
Персо-тюркская война (588—589) — война между Сасанидским Ираном под предводительством Бахрама Чубина с одной стороны, и Тюркским каганатом под предводительством Янсу-Тегина и его вассалом — Эфталитским царством — с другой. Конфликт начался с вторжения тюркютов в Сасанидский Иран и закончился решающей победой персов и возвращением утраченных земель, а также захватом некоторых территорий к северу от р. Окс (Амударья).

## Предыстория
В 557 году шахиншах Сасанидского Ирана Хосров I, значительно увеличив могущество своей империи, решил положить конец господству эфталитов над Средней Азией. Поэтому он объединился с Тюркским каганатом и начал кампанию против эфталитов. Кампания оказалась успешной, и в результате регион к северу от Окса перешёл под власть тюркютов, а регион к югу — Ирана. Затем между Хосровом I и тюркютским ябгу Истеми-каганом было заключено соглашение, согласно которому река Окс стала границей между двумя государствами.
Однако в 588 году тюркютский каган Янсу-тегин (известный в персидских источниках как Савэ) вместе со своими подданными-эфталитами вторгся на сасанидские территории к югу от Окса, где они атаковали и разгромили силы Сасанидов, дислоцированных в Балхе, а затем приступили к завоеванию городов таких как Талукан, Бадгис и Герат.

## Ход войны
В Ктесифоне, столице Ирана, состоялся чрезвычайный военный совет, на котором Бахрам Чобин из парфянского знатного рода Мехранов, командующий кавалерией, был выбран возглавить армию против тюркютов и получил пост наместника Хорасана. Армия Бахрама собралась в Нишапуре и состояла из 12 000 тщательно отобранных солдат, включая кавалерию, пехоту дейлемитов и боевых слонов.
В 588 году персидские войска выступили из Нишапура, чтобы дать сражение тюркютам в восточном Хорасане.
Готовясь к битве, Бахрам организовал свои силы, разместив свою пехоту в центре, кавалерию прямо за ней и боевых слонов справа и слева. Бахрам выбрал 100 солдат-пахлаванов, чтобы они сопровождали его в засаде на позиции кагана, где он сидел на золотом троне и наблюдал за битвой. Битва началась с того, что сасанидские боевые слоны справа и слева атаковали тюркютские фланги с обеих сторон, после чего сасанидская пехота разделилась, чтобы позволить кавалерии позади них ворваться в центр тюркютов. Тем временем Бахрам и 100 пахлаванов атаковали позиции кагана Янсу-тегин. Телохранители кагана были перебиты, а сам каган убит. Сыну кагана Йыл-Тегину удалось бежать вместе с некоторыми другими в замок Авазе. Армия Бахрама Чобина преследовала Йыл-Тегина и осадила замок, в конечном итоге вынудив тюркютов сдаться.
В 589 году сасаниды отвоевали Герат и Балх, где Бахрам захватил тюркютскую сокровищницу и золотой трон кагана. Затем он переправился через реку Окс и одержал решительную победу над тюркютами, лично убив кагана Чу-ло-хоу выстрелом из стрелы. Ему удалось дойти до Пайкенда, недалеко от Бухары, а также сдержать нападение сына погибшего кагана Бирмудхи, которого Бахрам захватил в плен и отправил в сасанидскую столицу Ктесифон. Бирмудху там хорошо приняли, и через сорок дней его отправили обратно в Бахрам с приказом отправить тюркютского принца обратно в Трансоксиану. Сасаниды теперь так же владели сюзеренитетом над согдийскими городами Чач и Самарканд, где сасанидский царь Хормизд IV чеканил монеты.
В «Шахнаме» Фирдоуси (1010 г.) в легендарных подробностях описаны отношения Бахрама Чубина и тюркютского «короля Сэвы» до и во время битвы, в которой Бахрам со своими 12 000 человек убивает Сэву.